# Cheque especial
Cheque especial é, no sistema financeiro brasileiro, o crédito automático que o banco possibilita ao cliente caso ele necessite efetuar pagamentos ou transferências em sua conta, e não há saldo disponível.
O cheque especial é uma modalidade de crédito que permite a quem o contrata ter dinheiro rápido para cobrir eventuais débitos. É disponível a partir de verificações e disponibilizações pelo banco. Os juros cobrados são mais caros, pois o crédito fica sem movimento esperando futuras 'emergências' financeiras de seus clientes.
No Brasil, embora o artigo 2º da resolução 4.765/19 do CNM (Conselho Monetário Nacional), autorizar a cobrança da tarifa de cheque especial, por unanimidade, os ministros do STF decidiram pela inconstitucionalidade da tarifa de cheque especial não utilizado, pois, a norma do CNM que permitia a cobrança estaria em desacordo com as regras da constituição.Alguns também criticam sobre as elevadas taxas que são cobradas na eventual utilização do instrumento.